# Аманда Байнс
Аманда Лора Байнс (на английски: Amanda Laura Bynes) е американска актриса.

## Биография
Родена е на 3 април 1986 г. в Таузънд Оукс, Калифорния САЩ, най-малката от три деца в семейството. Тя започва да се интересува от изнасянето на представления пред публика още от тригодишна възраст. За пръв път малкото дете показало таланта си, като казало репликите на по-голямата си сестра Джулиан заедно с нея. Оттогава семейството и приятелите ѝ знаели, че един ден тя ще стане звезда.
Дебютът на Аманда на голямата сцена е през 1996 г. когато участва на прослушване и получава роля на новодошла във филма „Всичко това“. Девойката веднага става много популярна и хората много харесват нейната игра. Следващата ѝ роля е на малко момиче, което не се вслушва в съвети и винаги, когато чете, се разгневява. През 1999 г. получава свое собствено шоу, „Шоуто на Аманда“ (1999). Печели наградата Nickelodeon Kids' Choice за работата си в предаването.
През 2001 г., заедно с Франки Мюниц, участват във филма „Голям тлъст лъжец“. Байнс играе Кайли, най-добрата приятелка на Джейсън, която му помага да докаже, че той е написал есето „Голям тлъст лъжец“ и да възвърне доверието на баща си. Същата година Аманда започва да се среща с Таран Килиъм.
През 2002 г. започва участието си в хитовия сериал „Какво харесвам в теб“ като 16-годишна, което се премества да живее при по-голямата си сестра, когато баща им решава да замине за Япония. През 2003 г. Аманда спечелва 2 награди KCA и играе ролята на Дафни, момиче, което търси баща си, във филма „Какво искат момичетата“. След това тя продължава участието си в „Какво харесвам в теб“ и скъсва с Таран.
На 3 април 2004 г. младата актриса отпразнува 18-ия си рожден ден на 17-ите годишни награди КСА, където спечелва награда за най-добра актриса за ролята си в „Какво искат момичетата“. По-късно завършва гимназия и играе във филма „Разбита Любов“ (2005). Следват ролите ѝ във филми като „Тя е пич“ (2006), където ѝ партнира Чанинг Тейтъм, „Лак за коса“ (2007) и „Сидни Уайт“ (2007).
През 2010 г. Байнс обявява в туитър своето оттегляне от актьорското майсторство, но през 2017 г. съобщава, че възнамерява да се завърне към професията.

## Филмография
- All That (1996 – 2000)
- Figure It Out (1997 – 1999)
- Arli$$ (1999)
- „Шоуто на Аманда“ (The Amanda Show) (1999 – 2002)
- „Шоуто на Дрю Кери“ (The Drew Carey Show) (2001)
- The Nightmare Room (2001)
- Rugrats (2001) (глас)
- „Какво харесвам в теб“ (What I Like About You) (2002)
- „Голям тлъст лъжец“ (Big Fat Liar) (2002)
- „Какво искат момичетата“ (What A Girl Wants) (2003)
- „Паяжината на Шарлот 2: Голямото приключение на Уилбър“ (2003) (глас)
- „Роботи“ (Robots) – Пайпър (2005) (глас)
- „Разбита любов“ (Lovewrecked) (2005)
- „Тя е пич“ (She's The Man) (2006)
- „Лак за коса“ (Hairspray) (2007)
- „Сидни Уайт“ (Sydney White) (2007)
- „Лесна, а“ (Easy A) (2010)